# ГЕС Блісс
ГЕС Блісс — гідроелектростанція у штаті Айдахо (Сполучені Штати Америки). Знаходячись між ГЕС Ловер-Салмон-Фолс (вище по течії) та ГЕС C.J.Strike, входить до складу каскаду на річці Снейк, лівій притоці Колумбії (має устя на узбережжі Тихого океану на межі штатів Вашингтон та Орегон).
У межах проекту річку перекрили бетонною гравітаційною греблею висотою 26 метрів та довжиною 111 метрів. Вона утримує витягнуте по долині Снейк на 8 км водосховище з площею поверхні 1 км2 та об'ємом 10,4 млн м3 (корисний об'єм 1,5 млн м3), в якому припустиме коливання рівня між позначками 807,4 та 808,9 метра НРМ.
Інтегрований у правобережну частину греблі машинний зал обладнано трьома турбінами загальною потужністю 80 МВт, які використовують напір у 21 метр.
Видача продукції відбувається по ЛЕП, яка працює під напругою 138 кВ.